# Ефимцев, Григорий Владимирович
Григорий Владимирович Ефимцев (25 ноября 1909 — 20 августа 1976) — советский рабочий, обжигальщик кирпича, Герой Социалистического Труда (1963).

## Биография
Родился в селе Субботники Сухиничского района, Калужской области в семье крестьянина.
В 1927-1932 годах работал на Мытищинском кирпичном заводе в городе Мытищи Московской губернии (с 1929 года- области). В 1932-1934 годах служил в Красной Армии В 1935 году начал работу обжигальщиком кирпича на Бескудниковском кирпичном заводе (БКЗ), который позднее был переименован в Бескудниковский комбинат строительных материалов и конструкций № 1 (БКСМ и К № 1).
В годы войны (с июля 1941 по ноябрь 1945) был призван в ряды Красной армии, при этом с июля 1943 по сентябрь 1945 принимал участие в активных боевых действиях. С 9 августа по 3 сентября 1945 года участвовал в боях с Японией. Был тяжело ранен. Награждён орденом «Красная Звезда», двумя медалями «За боевые заслуги», медалями «За Победу над Германией» и «За Победу над Японией».. После войны вернулся на завод. Работал обжигальщиком, мастером смены, начальником печи. В 1948 году вступил в ряды ВКП(б).
Новатор в деле производства и обжига кирпича.
Имел множество наград и поощрений. Делегат 13 Съезда Профсоюзов СССР в 1963 году.
После выхода на пенсию, проживал в Москве. Умер 20 августа 1976 года. Похоронен на Долгопрудненском кладбище Московской области.

## Награды
- За трудовые заслуги, особый вклад в развитие технологии обжига кирпича и высокие производственные показатели Указом Президиума Верховного Совета СССР от 21 июня 1963 года  присвоено звание Героя Социалистического Труда.
- Награждён орденами Ленина и Красной Звезды, а также медалями.